# Hans Henric Hallbäck

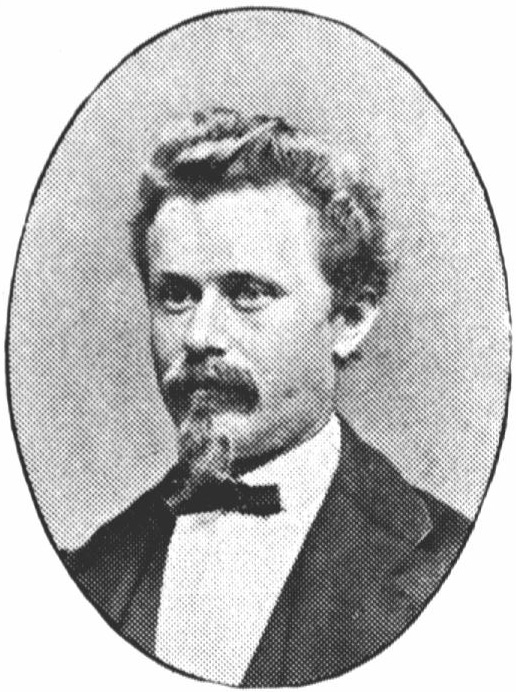
Hans Henric Hallbäck (1838-1885)

Hans Henric Hallbäck, född 17 december 1838 i Helsingborg, död 22 maj 1885 i Lund, var svensk docent i estetik vid Lunds universitet från 1867, poet och humoristisk författare.

## Biografi
Hallbäck, som blev student vid Lunds universitet 1856 och disputerade 1865, är herostratiskt ryktbar som författare till den så kallade Lincolnvisan. Denna var en visa i parodisk skillingtryckstil om mordet på Abraham Lincoln, som han skrev till Lundakarnevalen 1865, och vilken ledde till en kraftfull politisk debatt i främst den liberala pressen.
Hallbäck författade även humoristiska pjäser som framfördes inom Lunds studentvärld och i viss mån kan ses som föregångare till teaterformen spex. Han författade dock även olika typer av högstämda hyllningsdikter och kantater för högtidliga begivenheter inom den akademiska världen. På det hela taget var Hallbäck under många år en ledande och populär kraft inom Sociala utskottet inom Akademiska Föreningen.
Sedan Hallbäck 1873–1875 vistats i Stockholm som redaktör för tidningen Fosterlandet återvände han 1876 till Lund. Han hade då utvecklats i betydligt mer konservativ riktning och den poesi han skrev under sina sista nio år utgjorde ofta uttalade angrepp på den frambrytande stilriktningen naturalismen, vilken (liksom dess främste representant August Strindberg) var Hallbäck förhatlig.

### Översättningar
- Sagor och sånger för barn / bearb. från danskan af Henric Hallbäck ; med 109 bilder. Lund: Gleerup. 1867. Libris 1584739
- Homeros (1868). Ulysses på äfventyr, eller Homeri Odyssé / i fri öfversättning af Outis H. 1: rhaps. 1-3. Trelleborg: Hallbäck. Libris 2140601